# Георгиади, Ксения Анестовна
Ксе́ния Ане́стовна Георгиа́ди (греч. Ξένια Γεωργιάδη; род. 1 июня 1949, Гудаута) — советская и российская эстрадная певица. Заслуженная артистка Российской Федерации (2006). Неоднократный лауреат телевизионного фестиваля «Песня года». Победительница 5-го сезона шоу «Суперстар» на канале НТВ.

## Биография
Ксения Георгиади родилась 1 июня 1949 года в селе Куланурхва (ныне г. Гудаута), в Абхазии (в то время Абхазская АССР Грузинской ССР). Отец — Анастас Спиридонович Георгиади, работал сначала чабаном, шахтёром на шахте Миргалимсай в Казахстане, позднее трудился на щебневом заводе, болел раком желудка. Мать — Валентина Николаевна Георгиади (в девичестве Мурузиди), домохозяйка. Брат — Георгиади Николай Анастасович, живёт в Афинах. Сестра — Георгиади Виолетта Анастасовна, живёт в Москве.
В школе Ксюша участвовала во всех концертах, выступая не только в качестве певицы, но и танцовщицы и акробата, и даже режиссера-постановщика. Совершенствовать вокал юной гречанке помогала учительница Клавдия Ивановна. Девочка мечтала о сцене и думала, что родители не сомневаются в её артистическом будущем. Однако отец, узнав о планах дочери, дал Ксении пощёчину. Мужчина считал актрис женщинами легкого поведения.
С 1949 по 1959 год семья Георгиади жила в городе Кентау (Казахстан), куда была депортирована. В этом городе в 1957 году Ксения Георгиади пошла в первый класс средней школы.
С 1959 по 1967 годы вместе со своей семьёй жила в Гантиади.
Приехав в Москву, в 1968 году поступила во Всероссийскую творческую мастерскую эстрадного искусства (ВТМЭИ, Москва) (класс Георгия Виноградова). В 1969 году, по окончании учёбы, была направлена работать на практику в Омскую областную филармонию.
С 1970 года начинается её песенное творчество эстрадной певицы на профессиональной сцене страны в эстрадном ансамбле «Молодость». Параллельно с этим Ксения учится в московском областном музыкальном училище. 
В 1971—1976 годах работала совместно с азербайджанским эстрадным певцом Поладом Бюльбюль-оглы.
В 1976 году Ксения углубила музыкальное образование, окончив Московское областное училище имени Сергея Прокофьева.
В 1978 году Ксения Георгиади стала победителем (лауреатом и обладателем приза зрительских симпатий) Всесоюзного телевизионного конкурса «С песней по жизни», в первом туре которого исполнила песню на музыку Вадима Ильина и слова Юрия Рыбчинского «Уроки музыки», а в финале — песню на музыку Юрия Саульского и слова Леонида Завальнюка «Ожидание» («Стара печаль моя, стара») (позднее песня была перепета Софией Ротару).
В 1976—1980 годах выступала в «Московской государственной академической филармонии» в ансамбле «Фантазия» под руководством Виктора Акопова. Работала также в ансамбле «Молодость» известного концертного деятеля и режиссёра Эдуарда Смольного, где впервые спела вместе с Галиной Ненашевой (творческие судьбы этих женщин пересекутся надолго; в частности, они будут выступать в сводном концерте «Легенды СССР» в ЦКиОМ Северодвинска несколько десятилетий спустя, в 2010 году).
19 – 21 декабря 1980 года в помещении спортивно – концертного зала «Алмаз» в городе Череповец состоялись Большие эстрадные концерты в которых приняла участие Ксения Георгиади.
В 1981 году пела в Росконцерте в вокально-инструментальном ансамбле «Верные друзья».
В 1984 году Ксения Георгиади была ведущей телевизионного конкурса «С песней по жизни» а также исполнила песню «Встречи-разлуки».
C 5 – 9 декабря 1985 года во Дворце зрелищ и спорта города Барнаул состоялась Большая эстрадная программа «Молодые – молодым» в котором приняла участие Ксения Георгиади.
Ксения Георгиади объездила с концертами весь Советский Союз, выступала во многих странах мира. Наиболее известны такие исполняемые ею песни, как «Ищу тебя», «Уроки музыки», «Добрая столица», «Ожидание», «Наша любовь», «Я тебя не прощу», «Радоваться жизни», «Ай-ай-ай» и др.
С 1992 по 1998 годы Ксения жила и работала в Афинах (Греция), сейчас продолжает свою концертную деятельность в Москве, сотрудничает с композитором и поэтессой Еленой Суржиковой, у которой приобрела несколько новых песен. Песни «Мой край», «Побег» и «Ты здесь…», созданные Суржиковой, стали основой её современного репертуара. Так же, как и некоторые песни Марка Тайтлера, в частности, «Америка». Многие из этих композиций вошли в трек-лист очередного альбома Георгиади. Кроме того Ксения является автором текстов некоторых своих песен. На композицию Алексея Карелина «Пела гармошка негромко» был снят клип.
За годы своего творчества на эстраде она работала с музыкальными коллективами «Фантазия», «Оптимисты», «Рондо», «Календарь», сотрудничала с ансамблями «Самоцветы», «Верные друзья», «Красные маки» и другими.
8 ноября 1998 года с песнями «Ищу тебя» и «За нас с тобой» выступила на заключительном Гала-концерте «Золотой шлягер» в городе Могилёве (Белоруссия).
14 марта 2000 года в Московском Театре Эстрады состоялся Концерт – бенефис Ксении Георгиади. Концерт был показан на телеканале ТВ 6.
В 2010 году Ксения Георгиади была гостем программы «Рождённые в СССР» с Владимиром Глазуновым на телеканале Ностальгия.
Сейчас Георгиади занимается преимущественно домом и внуками, лишь изредка радуя поклонников выступлениями. 10 ноября 2019 года в «Москонцерт-холле» состоялся юбилейный концерт Ксении Анестовны «Да! Да! Да!», на котором вокалистку приветствовала делегация театра Московского общества греков. А программу «Мне без тебя никак нельзя» в клубе «Гнездо глухаря» на Цветном бульваре в феврале 2020 года певица посвятила мужчинам.
Иногда Георгиади поёт на юбилеях старых друзей и знаменитостей греческой национальности. Так, в «Инстаграме» Ксении Анестовны выложен фрагмент выступления на юбилее алматинской гречанки — психолога Ирины Навразиди.
В 2016 году певица сыграла пассажирку Элени в фильме-катастрофе Николая Лебедева «Экипаж».
15 июня 2014 года Ксения Георгиади была гостем программы «Пока все дома», 21 апреля 2017 года — гостем программы «Наедине со всеми» на «Первом канале».
5 июня 2018 года Ксения Георгиади была гостем программы  Владимиром Глазуновым на телеканале Ностальгия.
26 октября 2021 года Ксения Георгиади была гостем программы  Владимиром Глазуновым на телеканале Ностальгия.
В 2022 году вышел документальный фильм о Ксении Георгиади из цикла «Тайны нашей эстрады» который назывался «Если б сначала начать…» Главный конкурс Ксении Георгиади».
В январе 2023 года была героем программы «Мой герой» с Татьяной Устиновой на телеканале ТВЦентр.
За необыкновенную работоспособность коллеги прозвали её «Кобзоном в юбке».

## Образование
- 1969 — Всероссийская творческая мастерская эстрадного искусства (ВТМЭИ, Москва), класс Георгия Виноградова.
- 1976 — 2-е Московское областное музыкальное училище имени С. С. Прокофьева (в городе Пушкино Московской области)[4].

## Семья
Муж — Павел Дмитриевич Павлов, пианист (развелись через полгода после рождения сына). Сын — Вячеслав Павлович Павлов, юрист (род. 1971). Внуки Александр и Андрей.
Живёт в загородном доме в ближнем Подмосковье.
В 1985 году Ксения Георгиади получила права. В 1999 году попала в аварию.
Ярким событием Георгиади называет роман с греческим оливковым магнатом Василием.

## Творчество

### Дискография
1. 1980 — «Поёт Ксения Георгиади» (гибкий винил)[17]
2. 1981 — «Поёт Ксения Георгиади» (винил)[17]
3. 1984 — «Ксения Георгиади» (винил)[17]
4. 1987 — «„Ай-яй-яй“» (винил)[17]
5. 2001 — «Да, я жива» (CD)[17]
6. 2004 — «Любовное настроение» (CD)[17]
7. 2008 — «Золотая коллекция. Ретро» (CD)[17]
8. 2011 — «Ни холодно, ни жарко» (CD)[17][18]
9. 2014 — «Ожидая встречи» (CD)

### Избранные песни
- «Ай-яй-яй» («Шуточная песенка») (музыка и слова Юрия Мартынова)[19]
- «Белая сирень» (музыка Евгения Мартынова, слова Анатолия Поперечного)
- «Верю!» (музыка Алексея Карелина, слова Игоря Кохановского)
- «Верный друг» (музыка Юрия Мартынова, слова Юрия Разумовского)
- «Всё бывает» (музыка Игоря Якушенко, слова Игоря Шаферана)
- «Всё, что было» (музыка Кшиштофа Цвинара, слова Игоря Кохановского)
- «Встречи разлуки» (музыка Серафима Туликова, слова Михаила Пляцковского)
- «Для тебя» (музыка и слова Владимира Ратникова)
- «До чего шумит трава» (музыка Бориса Емельянова, слова Леонида Завальнюка)
- «Добрая столица» (музыка Павла Аедоницкого, слова Изяслава Вакса (Романовского))[20]
- «Дружба артистов» Дуэтная песня Ксения Георгиади и Александр Левшин (Музыка Александра Левшина, слова Андрея Лихачёва)
- «Если бы» (музыка Алексея Карелина, слова Марины Кабановой)
- «За удачей спешим» (музыка Александра Зацепина, слова Игоря Шаферана)
- «И раз, и два, и три, и пять» (музыка Вячеслава Добрынина, слова Михаила Шаброва)
- «Ищу тебя» (музыка Александра Зацепина, слова Леонида Дербенёва) — песня из музыкального телефильма «31 июня»[21]
- «Колесо судьбы» (музыка Александра Зацепина, слова Леонида Дербенёва)
- «Колечко» (музыка Лоры Квинт, слова Бориса Дубровина)
- «Любви начало» (музыка Серафима Туликова, слова Михаила Пляцковского)
- «Мой край» (музыка и слова Елены Суржиковой)
- «Молодость песней станет» (музыка Никиты Богословского, слова Михаила Пляцковского)
- «Наша любовь» (музыка Павла Аедоницкого, слова Андрея Дементьева)
- «Ожидание» («Стара печаль моя, стара») (музыка Юрия Саульского, слова Леонида Завальнюка)[22]
- «Пела гармонь» (музыка Алексея Карелина, слова Валентины Поляниной)
- «Побег» (музыка и слова Елены Суржиковой)
- «Радоваться жизни» (музыка Павла Аедоницкого, слова Игоря Кохановского)[23][24]
- «Судьба» (музыка Алексея Карелина, слова Елены Исаевой)
- «Сын» (музыка Алексея Карелина, слова Марины Кабановой)
- «Такая молодость пора» (музыка Олега Сорокина, слова Игоря Шаферана)
- «Ты здесь…» (музыка и слова Елены Суржиковой)
- «Узнай меня» (музыка Александра Зацепина, слова Леонида Дербенёва)
- «Уроки музыки» (музыка Вадима Ильина, слова Юрия Рыбчинского)
- «Я тебя не прощу» (музыка Вячеслава Добрынина, слова Игоря Кохановского)
- «Я жду» (музыка Романа Майорова, слова Виктора Гина)
- «Я шагаю по Москве» (музыка Андрея Петрова, слова Геннадия Шпаликова)

### Фильмография

#### Вокал
1. 1979 — Солнце в авоське — песня звёздной Девы
2. 1980 — Седьмая пятница — песни Эдуарда Богушевского на стихи Михаила Танича («Хочу быть любимой», «Карлсон»)
3. 1982 — Спортлото-82 — песня Александра Зацепина «Только любовь»

#### Роли в кино
1. 2004 — На Верхней Масловке — эпизод
2. 2016 — Экипаж — эпизод

### Телевидение
Была ведущей телевизионного конкурса «С песней по жизни» (1984)
Была ведущей нескольких выпусков телепередачи «Утренняя почта».

## Признание

### Государственные награды
- 1981 — лауреат премии Московского комсомола[2].
- 2006 — почётное звание «Заслуженный артист Российской Федерации» (26 июля 2006 года) — за заслуги в области искусства[1].
- 2013 — Орден Дружбы (15 апреля 2013 года) — за большие заслуги в развитии отечественной культуры и искусства, многолетнюю плодотворную деятельность[25][26]

### Общественные награды
- 1978 — лауреат и обладатель «приза зрительских симпатий» Всесоюзного телевизионного конкурса «С песней по жизни» — в первом туре исполнила песню «Уроки музыки» (музыка Вадима Ильина, слова Юрия Рыбчинского), а в финале — песню «Ожидание» («Стара печаль моя, стара») (музыка Юрия Саульского, слова Леонида Завальнюка)[5][22].
- 1978 — лауреат телевизионного фестиваля «Песня года» — песня «Добрая столица» (музыка Павла Аедоницкого, слова Изяслава Романовского)[2][20].
- 1979 — лауреат телевизионного фестиваля «Песня года» — песня «Наша любовь» (музыка Павла Аедоницкого, слова Андрея Дементьева)[2].
- 1980 — лауреат телевизионного фестиваля «Песня года» — песня «Молодость песней станет» (музыка Никиты Богословского, слова Михаила Пляцковского)[2].
- 1982 — лауреат телевизионного фестиваля «Песня года» — песня «Поезд юности» (музыка Олега Иванова, слова Льва Ошанина)[2].